# Isabella av Coimbra
Isabella av Coimbra, född 1432, död 1455, var en portugisisk drottning, gift med Alfons V av Portugal. 
Isabella var dotter till Peter av Portugal, hertig av Coimbra, och Isabella av Aragonien, och kusin till Alfons V. Fadern var regent för Alfons och kusinerna ska ha blivit förälskade: de förlovades 1445 och gifte sig 1447. Äktenskapet orsakade en konflikt mellan hennes far och hertig Alfons av Braganza, som önskade att monarken hade gift sig med hans barnbarn i stället. 
1448 blev Braganza makens rådgivare, och därefter dog hennes far under misstänkta omständigheter och hennes bror fick lämna landet. Själv förlorade hon dock inte kungens förtroende, utan förvaltade hertigdömet Coimbra tills brodern fick återvända 1454. 1455 rentvådde hon faderns namn och fick honom högtidligt återbegravd. Kort efter detta avled hon; hon misstänktes vara förgiftad. 
Alfons och Isabella var föräldrar till Johan II av Portugal.